# Koatak
Koatak ist eine indonesische Insel südlich des Ostens der Insel Sumba. 

## Geographie
Koatak gehört zum Kabupaten (Regierungsbezirk) Ostsumba in der Provinz Ost-Nusa Tenggara. Das Inselchen liegt westlich vor der größeren Nachbarinsel Halura. Weiter nach Südwesten liegt die Insel Mangkudu. Südlich von Koatak befinden sich Korallenriffe.